# Mandzsúriai nádiposzáta
A mandzsúriai nádiposzáta (Acrocephalus tangorum) a verébalakúak (Passeriformes) rendjébe, ezen belül a nádiposzátafélék (Acrocephalidae) családjába és az Acrocephalus nembe tartozó faj. Korábban a rozsdás nádiposzáta alfajának tekintették. 13-15 centiméter hosszú. Oroszország délkeleti és Kína északkeleti részén költ, telelni Délkelet-Ázsia északi részére vonul. A mocsaras területeket kedveli. Többnyire rovarokkal, pókokkal táplálkozik. Életterületének csökkenése miatt sebezhető.

## Fordítás
- Ez a szócikk részben vagy egészben  a   Manchurian reed warbler című angol Wikipédia-szócikk fordításán alapul.  Az eredeti cikk szerkesztőit annak laptörténete sorolja fel. Ez a jelzés csupán a megfogalmazás eredetét és a szerzői jogokat jelzi, nem szolgál a cikkben szereplő információk forrásmegjelöléseként.